# Federico Albert (beato)
Federico Albert (Turín, 16 de octubre de 1820-Lanzo Torinese, 30 de septiembre de 1876) fue un sacerdote italiano, fundador de las Hermanas Vicentinas de María Inmaculada, venerado como beato en la Iglesia católica.

## Biografía
Federico Albert nació en Turín, Italia, el 16 de octubre de 1820, en el seno de una familia de tradición militar. Él mismo estuvo a punto de hacerse militar, pero cambió de idea al sentirse interpelado por la vida sacerdotal. Fue ordenado sacerdote el 10 de junio de 1843, e inmediatamente nombrado como capellán real en Turín. Dejó dicho cargo, para dedicarse a la vida parroquial como vicario de Lanzo Torinese.
Siendo párroco de Lanzo Torinese, Albert fundó en 1869 la Congregación de Hermanas Vicentinas de María Inmaculada. Más tarde fue elegido obispo de la diócesis de Pinerolo, pero pidió ser dispensado de dicho cargo. A causa de un accidente, al resbalar mientras reparaba el tejado de la iglesia, murió el 30 de septiembre de 1876, estando en el cargo de párroco.

## Culto
En 1929 fue iniciado el proceso diocesano de canonización de Federico Albert y en 1937 se hizo la exhumación y reconocimiento de sus restos mortales. El 17 de enero de 1953, el papa Pío XII proclamó el decreto de virtudes heroicas por medio del cual le reconocía como venerable.
Federico fue beatificado por el papa Juan Pablo II, el 30 de septiembre de 1984, en la Plaza de San Pedro de la Ciudad del Vaticano, en la misma ceremonia donde elevó a los altares a Clemente Marchisio, Isidoro de San José y Rafaela Ybarra de Vilallonga. Durante la ceremonia, el pontífice lo colocó como ejemplo de vida para todos los sacerdotes y le proclamó modelo de buen pastor. Su fiesta se celebra el 30 de septiembre y sus restos se veneran en la iglesia de la casa madre del instituto por él fundado.